# Montserrat Mussons i Artigas
Montserrat Mussons i Artigas (Barcelona, 4 de maig de 1914— 5 de març de 2007) fou una bibliotecària especialitzada en revistes i escriptora barcelonina de literatura infantil i juvenil. Va treballar a diverses biblioteques d'arreu de Catalunya i a la Biblioteca de Catalunya. La seva obra més destacada fou el recull de contes infantils Tres narracions per a infants (inèdit), que va rebre el guardó de la primera edició del Premi Josep Maria Folch i Torres de novel·les per a nois i noies, l'any 1964.

## Vida i trajectòria professional
Montserrat Mussons va néixer el 4 de maig de 1914 a Barcelona. Filla de Pau Mussons i Mallofré i Carme Artigas i Castelltort (+1931). Entre els anys 1923 i 1935 va estudiar a l'Escola de Bibliotecàries de la ciutat comtal, tot finalitzant la carrera amb un catàleg col·lectiu de revistes de medicina a les biblioteques catalanes.
Durant la Guerra Civil espanyola, va col·laborar amb Jordi Rubió i Balaguer en la preservació d'arxius i fons documentals de biblioteques de particulars i de comunitats religioses. Va prosseguir la seva trajectòria professional a les biblioteques públiques d'Olot durant un breu període l'any 1945, des de les quals es va traslladar a Vilafranca del Penedès durant una dècada (1946-1956). Entre els anys 1957 i 1960 també va treballar a la biblioteca de Cornellà de Llobregat, amb un breu període a la biblioteca del barri de les Corts de Barcelona el 1960.
A partir de 1960 va ingressar a la secció de revistes de la Biblioteca de Catalunya fins a la seva jubilació. Durant aquesta etapa, va presentar la comunicació Bibliotecas en los suburbios de los grandes núcleos industriales (en català, Biblioteques als grans suburbis dels grans nuclis industrials) al segon Congrés Nacional de Biblioteques —celebrat a Girona l'any 1966— i va participar en el congrés de la Federació Internacional d'Associacions i Institucions Bibliotecàries (IFLA) de Brussel·les el 1977.
De conviccions cristianes, va morir el 5 de març de 2007 a Barcelona, a l'edat de 92 anys.

## Producció literària
En paral·lel a la biblioteconomia, Mussons també es va dedicar a la literatura infantil i juvenil. L'any 1964 va ser guardonada en la primera edició del Premi Josep Maria Folch i Torres de novel·les per a nois i noies pel recull de contes Tres narracions per a infants. No obstant, aquesta obra ha romàs inèdita i només se'n va publicar un fragment, Piu Piu, l'any 1967 (Editorial La Galera).

## Obres
- Mussons i Artigas, Montserrat. Piu Piu (en castellà; traducció).  Barcelona: La Galera, 1967 (1a ed.) (La Galera d'or). ISBN 8424623126.
- Mussions i Artigas, Montserrat. Silenci al bosc (en castellà; traducció).  Barcelona: La Galera, 1968 (1a ed.) (Nous horitzons).
- Mussons i Artigas, Montserrat. En Picacuques, el pollet atrevit.  Andorra: Maià, 1985 (1a ed.).